# Lac Iskanderkoul
Le lac Iskanderkoul (en tadjik : Искандаркӯл ; en russe : Искандеркуль), de l'ouzbek Iskander « Alexandre » et koul « lac », est un lac de l'ouest du Tadjikistan. Il se trouve aux monts Gissar qui appartiennent à la chaîne des monts Fan au sud-ouest du Pamir. Son nom provient d'Alexandre le Grand qui s'y rendit au moment de son expédition jusqu'aux Indes.

## Légendes
Il existe deux légendes à propos de sa formation. La première raconte qu'Alexandre le Grand a soumis une tribu qui ne voulait pas se rendre en détournant la rivière pour former ce lac et noyer le village de la tribu. La seconde légende raconte que Bucéphale, le destrier d'Alexandre, a pris froid en buvant l'eau glacée du lac. Après avoir retrouvé la santé, il s'est jeté dans les eaux du lac d'une hauteur. Depuis lors la légende raconte que Bucéphale vient paître tous les mois à la pleine lune tandis que les eaux du lac s'ouvrent pour le laisser passer et il apparaît blanc comme neige sur les hauteurs.

## Description

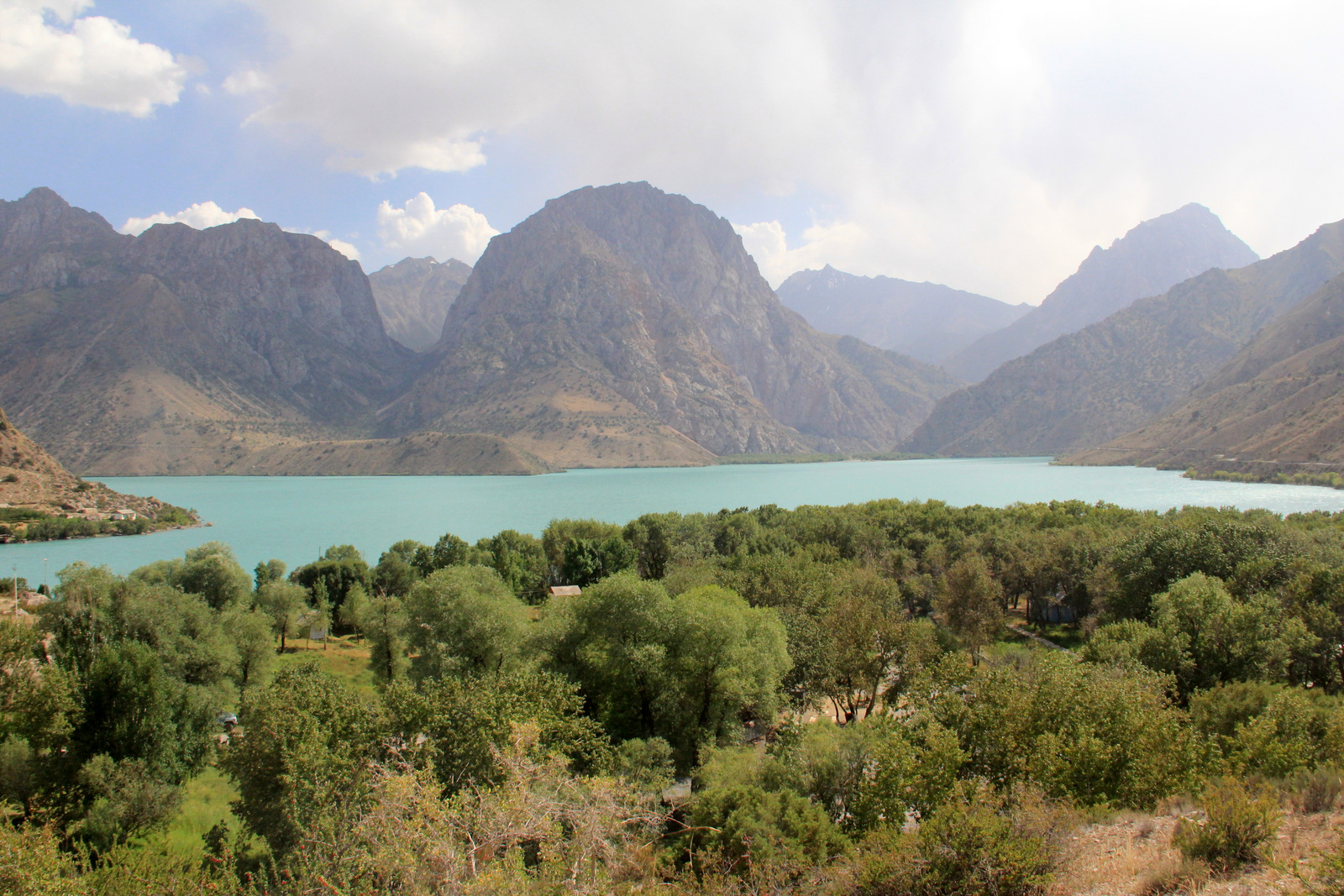
Vue du lac

Le lac Iskanderkoul est de type glaciaire formé de moraine. Il est entouré de sommets et se présente sous une forme ovale à 2 195 mètres d'altitude à l'extrême ouest des monts Gissar. Sa superficie est de 3,4 km2 pour une profondeur maximale de 72 m. D'après les glaciologues, le lac retenait jadis une plus grande capacité d'eau, comme en témoignent des traces 120 mètres plus haut.
Le lac est alimenté par la rivière Saritag et des petits torrents. La rivière Iskander-Daria prend sa naissance au lac Iskanderkoul. Elle possède une cascade de quarante-trois mètres appelée « le Niagara du Fan » par les alpinistes. Trente kilomètres plus loin, elle se jette dans la rivière Fan-Daria qui est un affluent du Zeravchan.
Un autre petit lac - dit « lac aux Serpents » (Zmeïnoïe) - est séparé de l'Iskanderkoul par une bande de terre de trois cents mètres.
Le premier à avoir exploré la région fut le géographe Alexeï Fedtchenko, accompagné de son épouse la botaniste Olga Fedtchenko. Une inscription datant de 1870 sur un pic rappelle leur exploration. Une base touristique et une station de météorologie se trouvent au bord du lac.